# Парк венгерско-турецкой дружбы
Парк венгерско-турецкой дружбы (венг. Magyar-Török Barátság Park, тур. Macar-Türk Dostluk Parkı) — парк, расположенный на юго-западе Венгрии. Построен в память о Сигетварской битве, в ходе которой войска Османской империи взяли крепость Сигетвар, обороняемую венграми и хорватами. Парк был открыт в 1994 году совместно венгерскими и турецкими чиновниками.

## История
Летом 1566 года османская армия численностью около 80 тысяч человек, которую вёл лично султан Сулейман I осадила замок Сигетвар, блокировавший дорогу на один из крупнейших городов империи Габсбургов Вену, взятие которой было основной целью кампании. Замок защищала около двух с половиной тысяч солдат, которыми командовал Миклош Зриньи. Осада продлилась с 6 августа по 8 сентября.
6 сентября султан Сулейман I, находясь в своём шатре, неожиданно скончался по естественным причинам в возрасте 72 лет. Его смерть скрыли, а войска возглавил Великий визирь Соколлу Мехмед-паша. Вскоре после этого был убит командир обороны замка Миклош Зриньи и замок пал. Несмотря на это, поход на Вену был прекращён и войска вернулись обратно так и не узнав о смерти султана Сулеймана.
Сигетвар 122 года был частью Османской империи. В 1596—1600 годах он был столицей эялета Сигетвар, а затем стал частью эялета Канижа.
В «османский период» в городе строились мечети, турецкие бани и школы. Некоторые из построенных тогда зданий сохранились до сих пор, но часть была разрушена сразу после возврата города Габсбургами.

## Парк дружбы
По легенде, сразу после смерти султана Сулеймана его внутренние органы были вырезаны и закопаны где-то в окрестностях Сигетвара, а тело забальзамировали доставили в столицу Империи.
В 500-й год с рождения султана Сулеймана по инициативе турецкого правительства и на его деньги, на месте, где предположительно было захоронено сердце султана, был построен парк дружбы. На церемонии открытия, состоявшейся в сентябре 1994 года, присутствовали министр образования Венгрии Габор Фодор и президент Турции Сулейман Демирель.
Парк расположен примерно в 2-3 километрах к северо-востоку от города и до него можно доехать на автобусе. Размеры парка составляют примерно 60 на 60 метров, то есть его площадь составляет около одного акра. Парк открыт круглый год,
В 1996 году в парке был построен питьевой фонтан, возведённый в османском архитектурном стиле, плитка и мрамор для него были присланы из Турции. В парке находится символическая могила для внутренностей султана Сулеймана Великолепного, символическое тюрбе из мрамора, а также тугра Сулеймана Великолепного.

## Критика
Когда парк был только открыт в венгерских СМИ он критиковался за то, что в парке находилось огромное изображение лица султана Сулеймана. В 1997 году рядом с ним было достроено аналогичное изображение лица Миклоша Зриньи.